# Józef Orwid
Józef Orwid, właśc. Józef Kotschy (ur. 14 listopada 1891 w Besku, zm. 13 sierpnia 1944 w Warszawie) – polski aktor.

## Życiorys
Urodził się na Podkarpaciu, jako syn pracownika kolei Władysława Kotschego i jego żony Magdaleny z d. Rydzewskiej. Po ukończeniu gimnazjum zadebiutował na scenie krakowskiego Teatru Nowego pod pseudonimem Orwid. Po raz pierwszy wystąpił w Teatrze Ludowym w Krakowie w 1909. W 1922 przyjechał do Warszawy. W latach 1913–1933 grał na wielu scenach, m.in. w warszawskich teatrach: Teatrze Polskim, Teatrze Małym i Teatrze Komedia, krakowskim Teatrze im. Słowackiego i lwowskim Teatrze Nowym. Od 1934 występował niemal wyłącznie w zespole Towarzystwa Krzewienia Kultury Teatralnej, głównie w Teatrze Letnim. Jednocześnie bardzo często występował w teatrach rewiowych i kabaretowych, m.in.: Stańczyk, Qui Pro Quo, Cyrulik Warszawski i Wielka Rewia.
Występował głównie jako aktor charakterystyczny, a do jego najwybitniejszych ról należą: Bartłomiej w Judaszu z Kariothu, Osip w Rewizorze, Probierczyk w Jak wam się podoba, Żyd w Weselu, Menelaus w Pięknej Helenie.
Na ekranie zadebiutował w wieku 41 lat, w „10% dla mnie” (1933). Rola notariusza Alojzego ustaliła jego emploi. Grał postacie będące tłem dla gwiazd tamtych lat. W latach 1933–1939 zagrał w sumie w kilkudziesięciu polskich filmach.
W Spisie abonentów warszawskiej sieci telefonów 1938/39 na str. 487: Zielonka tel. 44 – Orwid Józef, art. dram., willa „Danusia”, Mickiewicza.
Podczas II wojny światowej występował w warszawskich teatrach jawnych, m.in. w Teatrze Komedia. Zginął w Warszawie podczas powstania warszawskiego, w wyniku eksplozji niemieckiego „czołgu pułapki” na ulicy Kilińskiego.

## Życie prywatne
Jego żona Waleria Kotschy-Orwid (1887–1958) była przez wiele lat suflerką i inspicjentką teatralną. Dzieci: córki Elżbieta Lucyna Kotschy-Orwid, Krystyna Bożena Kotschy-Orwid oraz Maria Kotschy-Orwid. Był dziadkiem Wojciecha Karolaka, muzyka jazzowego.

## Filmografia
- Złota Maska (1939)
- Sportowiec mimo woli (1939)
- Ja tu rządzę (1939)
- Przez łzy do szczęścia (1939)
- Serce batiara (1939) (film nieukończony)
- Zapomniana melodia (1938)
- Szczęśliwa trzynastka (1938)
- Serce matki (1938)
- Robert i Bertrand (1938)
- Paweł i Gaweł (1938)
- Królowa przedmieścia (1938)
- Gehenna (1938)
- Florian (1938)
- Dziewczyna szuka miłości (1938)
- Ułan księcia Józefa (1937)
- Trójka hultajska (1937)
- Piętro wyżej (1937)
- Parada Warszawy (1937)
- Pani minister tańczy (1937)
- Pan redaktor szaleje (1937)
- Niedorajda (1937)
- Książątko (1937)
- Wierna rzeka (1936)
- Straszny dwór (1936)
- Mały Marynarz (1936)
- Jadzia (1936)
- Fredek uszczęśliwia świat (1936)
- Dwa dni w raju (1936)
- Dodek na froncie (1936)
- 30 karatów szczęścia (1936)
- Wacuś (1935)
- Panienka z poste restante (1935)
- Manewry miłosne (1935)
- Antek policmajster (1935)
- ABC miłości (1935)
- Młody las (1934)
- Romeo i Julcia (1933)
- Każdemu wolno kochać (1933)
- 10% dla mnie (1933)